# Energia progowa
Energia progowa – w fizyce jądrowej jest to minimalna energia cząstki-pocisku, potrzebna by układ oddał więcej energii niż pobrał z otoczenia.

## Opis energii progowej
Dzięki temu, że pobierana jest z otoczenia pewna ilość energii Q, reagujące ze sobą cząstki (substraty) mogą zamienić się w inny układ (produkty). Zatem w ogólnym przypadku przed reakcją układ składa się z:
- tarczy, czyli pewnej cząsteczki a o masie ma,
- pocisku, czyli pewnej cząsteczki x o masie mx oraz prędkości vx (gdyby oba ciała były nieruchome, reakcja fizycznie nie mogłaby mieć miejsca),

natomiast po reakcji z:
- nowego ciała z o masie mz = ma + mx oraz prędkości vz.

Skoro na początku pocisk się poruszał, to z zasady zachowania pędu:
{\displaystyle m_{x}v_{x}=m_{z}v_{z}}
(produkt z też powinien się poruszać), więc kolejno:
{\displaystyle m_{x}^{2}v_{x}^{2}=m_{z}^{2}v_{z}^{2},}
{\displaystyle {\frac {m_{x}^{2}v_{x}^{2}}{2}}={\frac {m_{z}^{2}v_{z}^{2}}{2}}.}
Ponieważ energia kinetyczna ma w ogólnym wypadku postać {\displaystyle {\frac {mv^{2}}{2}}} (gdzie m – masa, v – prędkość), to
{\displaystyle E_{x}m_{x}=E_{z}m_{z},}
gdzie Ex – energia pocisku, Ez – energia produktu. Stąd
{\displaystyle E_{z}={\frac {E_{x}m_{x}}{m_{z}}}.}
Warunek na reakcję to natomiast
{\displaystyle E_{x}+Q=E_{z}.}
Jest to zasada zachowania energii – pędząca cząstka x oraz zewnętrzna energia Q pozwalają na zajście reakcji endoenergetycznej, w której tworzona jest nowa, poruszająca się cząstka z. Przekształcając,
{\displaystyle E_{x}=E_{z}-Q={\frac {E_{x}m_{x}}{m_{z}}}-Q,}
{\displaystyle E_{x}m_{z}=E_{x}m_{x}-Qm_{z},}
{\displaystyle E_{x}=-Q{\frac {m_{z}}{m_{z}-m_{x}}}=-Q{\frac {m_{a}+m_{x}}{m_{a}+m_{x}-m_{x}}},}
można otrzymać ostateczny wzór na energię progową:
{\displaystyle E_{x}=\left\vert Q\right\vert (1+{\frac {m_{x}}{m_{a}}}).}